# Liste der Kreisstraßen im Burgenlandkreis
Die Liste der Kreisstraßen im Burgenlandkreis ist eine Auflistung der Kreisstraßen im Burgenlandkreis, Sachsen-Anhalt. Die Gesamtlänge aller Kreisstraßen betrug am 1. Januar 2012 insgesamt 377 km.

## Abkürzungen
- K: Kreisstraße
- L: Landesstraße

## Liste
Die Kreisstraßen werden landesweit durchnummeriert und behalten die ihnen zugewiesene Nummer bei einem Wechsel in einen anderen Landkreis oder in eine kreisfreie Stadt innerhalb von Sachsen-Anhalt. Nicht vorhandene bzw. nicht nachgewiesene Kreisstraßen werden in Kursivdruck gekennzeichnet, ebenso Straßen und Straßenabschnitte, die unabhängig vom Grund (Herabstufung zu einer Gemeindestraße oder Höherstufung) keine Kreisstraßen mehr sind.
| Nr.    | Verlauf |
| ------ | --- |
| K 2169 | (K 2169 im Saalekreis) – Kreisgrenze – Reichardtswerben – K 2187 –                                                      |
| K 2170 | – L 182 in Großkorbetha                                                                                                 |
| K 2174 | (K 2174 im Saalekreis) – Kreisgrenze – ohne Abzweig einer klassifizierten Straße – Kreisgrenze – (K 2174 im Saalekreis) |
| K 2175 | L 182 – Wengelsdorf – Kreisgrenze – (K 2175 im Saalekreis)                                                              |
| K 2181 | (K 2181 im Saalekreis) – Kreisgrenze – Bothfeld – Michlitz – L 188                                                      |
| K 2182 | Kleinkorbetha – Kreisgrenze – (K 2182 im Saalekreis)                                                                    |
| K 2187 | K 2169 in Reichardtswerben – Tagewerben – L 182 in Weißenfels                                                           |
| K 2189 | Schweßwitz – Lützen – /L 184 – Meuchen – Landesgrenze – (K 7960 im Landkreis Leipzig, Sachsen)                          |
| K 2190 | L 188 in Rippach – Großgöhren – Kleingöhren – Stößwitz – Gostau – Starsiedel – L 189 – L 184                            |
| K 2196 | L 188 in Rippach – Poserna – Kreischau – L 189 – Göthewitz – Wuschlaub – K 2197 – Großgrimma – L 191                    |
| K 2197 | K 2196 – Wuschlaub – Tornau                                                                                             |
| K 2213 | L 193 in Alttröglitz – Sprossen – K 2214 – – K 2215 – L 194 in Spora                                                    |
| K 2214 | Golben – Bergisdorf – Zeitz – – Gleina – K 2213 in Sprossen                                                             |
| K 2215 | L 196 – Bockwitz – Suxdorf – Würchwitz – K 2213                                                                         |
| K 2216 | L 194 in Prehitz – Nißma – L 194                                                                                        |
| K 2217 | – K 2609 – Großpörthen – K 2611 – Kleinpörthen – K 2612 – Landesgrenze – (K 515 im Landkreis Greiz, Thüringen)          |
| K 2218 | K 2219/K 2220/K 2614 – Schellbach –                                                                                     |
| K 2219 | in Droßdorf – Ossig – K 2218/K 2220/K 2614                                                                              |
| K 2220 | K 2225 – Haynsburg – Großra – K 2226 – Breitenbach – K 2218/K 2219/K 2614                                               |
| K 2222 | K 2224 – Mannsdorf – L 193                                                                                              |
| K 2223 | K 2224 in Droyßig – Wetterzeube – L 193 – Koßweda                                                                       |
| K 2224 | L 198 – K 2621 – Romsdorf – Hassel – K 2621 – Droyßig – K 2223 –                                                        |
| K 2225 | L 193 – K 2220 – K 2226 – Raba – Großosida – Zeitz                                                                      |
| K 2226 | K 2225 in Raba – K 2220                                                                                                 |
| K 2228 | L 215 – K 2257 in Kahlwinkel                                                                                            |
| K 2231 | L 200 in Beuditz – Großgestewitz – Cauerwitz – Utenbach – K 2630 – L 193 in Goldschau                                   |
| K 2232 | (K 202 im Saale-Holzland-Kreis, Thüringen) – Landesgrenze – Sieglitz – Molau – L 201 in Aue                             |
| K 2233 | Großwilsdorf – Kleinjena – Großjena – L 207 – L 205 – Markröhlitz – Goseck                                              |
| K 2234 | K 2236 in Burgheßler – Obermöllern – Pomnitz – Niedermöllern – K 2235 – Weinberge – in Almrich                          |
| K 2235 | K 2234 in Niedermöllern – Fränkenau –                                                                                   |
| K 2236 | L 208 in Klosterhäseler – Burgheßler – K 2234 – Hohndorf – K 2237 –                                                     |
| K 2237 | K 2236 – Spielberg – Zäckwar – Benndorf – in Poppel                                                                     |
| K 2238 | in Eckartsberga – Lißdorf – in Gernstedt                                                                                |
| K 2239 | Seena – L 210 in Eckartsberga                                                                                           |
| K 2240 | Millingsdorf – Tromsdorf – K 2241 – Thüsdorf – Landesgrenze – (Thüringen)                                               |
| K 2241 | L 211 in Marienthal – L 210 – Burgholzhausen – K 2240 in Tromsdorf                                                      |
| K 2243 | L 211 in Braunsroda – Wischroda –                                                                                       |
| K 2244 | – Pleismar – L 208 |
| K 2250 | L 209 – Weischütz – Zscheiplitz – in Freyburg (Unstrut)                                                                 |
| K 2251 | in Laucha an der Unstrut – L 208 in Hirschroda                                                                          |
| K 2252 | Krawinkel – L 209 |
| K 2253 | L 212 in Tröbsdorf – Thalwinkel – K 2644 – in Bad Bibra                                                                 |
| K 2254 | L 211 – K 2256 – Kalbitz – in Steinbach                                                                                 |
| K 2255 | K 2256 – Wallroda – in Bad Bibra                                                                                        |
| K 2256 | in Saubach – K 2255 – Steinburg – K 2254 – Borgau                                                                       |
| K 2257 | L 217 in Lossa – Kahlwinkel – K 2228 –                                                                                  |
| K 2259 | L 212 – Wohlmirstedt – L 215 – Zeisdorf                                                                                 |
| K 2601 | L 192 in Döbitzschen – Langendorf – Landesgrenze – (K 7952 im Landkreis Leipzig, Sachsen)                               |
| K 2604 | L 194 – Landesgrenze – (K 602 im Landkreis Altenburger Land, Thüringen)                                                 |
| K 2606 | L 193 – Maßnitz |
| K 2607 | Göbitz – L 193 in Alttröglitz                                                                                           |
| K 2609 | K 2214 in Zeitz – Kühndorf                                                                                              |
| K 2610 | in Droßdorf – Rippicha – Röden – K 2217                                                                                 |
| K 2611 | – K 2217 in Großpörthen                                                                                                 |
| K 2612 | K 2217 in Kleinpörthen – Wittgendorf – Dragsdorf                                                                        |
| K 2614 | K 2218/K 2219/K 2220 – Lonzig – Landesgrenze – (K 7 in Gera, Thüringen)                                                 |
| K 2615 | Katersobersdorf – K 2220 in Haynsburg                                                                                   |
| K 2616 | Gladitz – in Döschwitz                                                                                                  |
| K 2617 | in Hollsteitz – Kirchsteitz – in Döschwitz                                                                              |
| K 2618 | – Quesnitz |
| K 2619 | Priesen – |
| K 2620 | in Meineweh – Thierbach                                                                                                 |
| K 2621 | K 2224 – Stolzenhain – Weißenborn – K 2224 in Hassel                                                                    |
| K 2625 | L 190 – Haardorf – Waldau                                                                                               |
| K 2630 | K 2231 in Utenbach – Seiselitz                                                                                          |
| K 2631 | L 201 in Aue – K 2632/K 2633 in Casekirchen – K 2630 in Utenbach                                                        |
| K 2632 | K 2631/K 2633 in Casekirchen – Seidewitz – Landesgrenze – (Thüringen)                                                   |
| K 2633 | Köckenitzsch – K 2631/K 2632 in Casekirchen                                                                             |
| K 2634 | – Janisroda – Neidschütz – Meyhen – L 200 in Beuditz                                                                    |
| K 2635 | in Leislau – Kleingestewitz                                                                                             |
| K 2636 | in Bad Kösen – Kukulau – Löbschütz                                                                                      |
| K 2637 | – Heiligenkreuz – K 2636 – Löbschütz – Crölpa – Kreipitzsch – Tultewitz – Ziegenberg – Altlöbnitz – Mollschütz –        |
| K 2638 | in Taugwitz – Rehehausen – Landesgrenze – (K 109 im Landkreis Weimarer Land, Thüringen)                                 |
| K 2639 | in Balgstädt – Größnitz – Städten                                                                                       |
| K 2642 | – Ebersroda – L 163 |
| K 2644 | Bergwinkel – K 2253 in Thalwinkel                                                                                       |
| K 2646 | Kleinwangen – in Nebra (Unstrut)                                                                                        |
| K 2647 | L 190 in Osterfeld – Waldau – L 198 in Kleinhelmsdorf                                                                   |
| K 2658 | L 203 – Rödigen |
| K 2679 | (K 2679 im Saalekreis) – Kreisgrenze –                                                                                  |
| K 2805 | (Thüringen) – Landesgrenze – Hohenkirchen                                                                               |